# Bahnhof Essen-Steele Ost
Der Bahnhof Essen-Steele Ost ist heute ein S-Bahn-Knotenpunkt für den Essener Stadtteil Steele. Er war 1862 als erster von einst drei Bahnhöfen der damaligen Stadt Steele eröffnet worden.

## Geschichte

### Bahnhofsgeschichte
Am 1. März 1862 wurde das Teilstück der Bahnstrecke Witten/Dortmund–Oberhausen/Duisburg zwischen Essen und Bochum über Steele und Wattenscheid durch die Bergisch-Märkische Eisenbahn-Gesellschaft eröffnet. Der damalige Bürgermeister der Stadt Steele, Theodor Märcker, machte eine Beteiligung am Bau der Strecke durch Ankauf von Aktien davon abhängig, dass Steele Anbindung an diese Bahnstrecke bekommen sollte. So konnte schließlich am gleichen Tag an dieser Strecke der Bahnhof Königssteele eröffnet werden, der heutige Bahnhof Essen-Steele Ost. Er besaß neben einem Güterschuppen auch ein Empfangsgebäude mit Bahnhofsgaststätte.
Unter anderem war Carl Humann, Entdecker des Pergamonaltars und späterer Ehrenbürger von Steele, an der Vermessung der Bahntrasse beteiligt. Dabei gab es unter anderem das Problem, die große Steigung von Steele in Richtung Essen für die noch schwachen Dampflokomotiven anzupassen. Dafür mussten in Steele große Dämme aufgeschüttet werden. So kam die Anlage eines Bahnhofs auch nur im unteren Freisenbruch infrage. Zudem war hier eine gute Anbindung an Zechen und Industrie möglich.
Im Zuge der Einweihung der Ruhrbrücke Steele folgte am 1. Juni 1863 die Anbindung der Bahnstrecke Wuppertal-Vohwinkel–Essen-Überruhr mit dem neuen Bahnhof Königssteele. Diese Strecke wurde bis an die Ruhr vor Steele bereits seit 1854 von der Bergisch-Märkischen Eisenbahn-Gesellschaft betrieben, damals übernommen von der Prinz-Wilhelm-Eisenbahn-Gesellschaft. Als weitere Anbindung kam am 21. September 1863 die Ruhrtalbahn nach Dahlhausen hinzu, die 1910 zweigleisig ausgebaut wurde. Sie diente dem Güterverkehr zu Steinkohlebergwerken im Ruhrtal. Der Bahnhof Königssteele, der seit 1864 nur noch Steele hieß, wurde 1868 um einen Lokschuppen erweitert, der bis 1935 Bestand hatte. Zudem gab es östlich des Bahnhofs ein Gleisdreieck, das mit einem Gleisbogen die Ruhrtalbahn direkt mit der Strecke nach Bochum verband, und damit den Bahnhof nicht berührte. Dieses bereits länger nicht mehr genutzte Gleis ist in den 1990er Jahren endgültig abgebaut worden. 1931 wurde das an diesem Gleisdreieck befindliche Bw Steele-Nord geschlossen.
1957 wurden die Strecken von der Deutschen Bundesbahn elektrifiziert, zunächst mit Ausnahme der Verbindung nach Wuppertal. 1972 wurden die bis dahin erhalten gebliebenen Bahnhofsgebäude aus dem Jahr 1862 niedergelegt. Dabei entstand das heutige zentral gelegene Stellwerk. Seit Mai 1974 bis heute halten im Bahnhof Essen-Steele Ost die beiden S-Bahnlinien S1 und S3. 
Mit der Eröffnung der aufgeständerten Verbindungskurve zwischen dem damaligen Bahnhof Essen-Steele West und dem Bahnhof Essen-Überruhr am 1. Februar 1978 verkürzte sich die Zuglaufzeit zwischen Wuppertal und Essen entscheidend, denn zuvor mussten alle Züge auf dieser Strecke im Bahnhof Essen-Steele Ost Kopf machen. Zuletzt bedienten Wendezüge der Nahverkehrslinie N9 die damals noch nicht elektrifizierte Strecke nach Wuppertal über Steele Ost bis 1978. Der Gleisbogen zur Ruhrbrücke wurde gesperrt.
Zwischenzeitlich, bis Dezember 2006, endete in Essen-Steele Ost auf Gleis 2 der Regionalexpress RE14, genannt Der Borkener, dessen Endbahnhof seitdem Essen Hauptbahnhof ist.

### Sechs Umbenennungen
1. 1864 wurde der am 1. März 1862 mit dem Namen Königssteele eröffnete Bahnhof in Steele umbenannt.
2. Darauf folgte 1879 die Umbenennung in Steele BM („BM“ für Bergisch-Märkische Eisenbahn-Gesellschaft).
3. 1893 – nach der Verstaatlichung aller bis dato nominell privaten Eisenbahngesellschaften an Rhein und Ruhr – folgte dann der Name Steele Nord, zur Unterscheidung vom 1878 südlich am rechten Ruhrufer eröffneten Bahnhof Steele Rh („Rh“ für Rheinische Eisenbahn-Gesellschaft) an der damaligen Bahnstrecke Mülheim-Heißen–Altendorf (Ruhr), der nunmehr Steele Süd genannt wurde.
4. Im Juni 1926 wurde Steele Nord zu Steele Hauptbahnhof erhoben.
5. Nachdem Steele bereits 1929 zur Stadt Essen eingemeindet worden war, wurde daraus 1950 Essen-Steele.
6. Seit 27. Mai 1979 trägt er seinen heutigen Namen Essen-Steele Ost, in diesem Zuge erhielt der direkt am heutigen Zentrum Steeles gelegene Bahnhof Essen-Steele West den Namen Bahnhof Essen-Steele.

## Anlagen
Neben einem Seitenbahnsteig mit Gleis 1 ist noch ein Inselbahnsteig mit den Gleisen 2 und 4 vorhanden. Beide Bahnsteige sind teilweise überdacht. Der Inselbahnsteig wird über einen Tunnel erreicht, durch Aufzüge ist der Zugang barrierefrei. Außerdem gibt es zwei Ausweichgleise ohne Bahnsteig. Andere Gleisanlagen sind nicht mehr vorhanden. 

## Heutige Situation
Der Bahnhof Essen-Steele Ost, der tatsächlich im westlichsten Zipfel des Stadtteils Freisenbruch liegt, wird im Schienenpersonennahverkehr ausschließlich von der S-Bahn Rhein-Ruhr mit den Linien S 1 und S 3 bedient. Er liegt an der Bahnstrecke Witten/Dortmund–Oberhausen/Duisburg (Kursbuchstrecken 450.1) sowie folgend an der Ruhrtalbahn bis Hattingen (Kursbuchstrecke 450.3).
Im Betriebsstellenverzeichnis der Deutschen Bahn hat der Bahnhof das Kürzel EESO und wird in der Preisklasse 4 als Nahverkehrssystemhalt geführt.

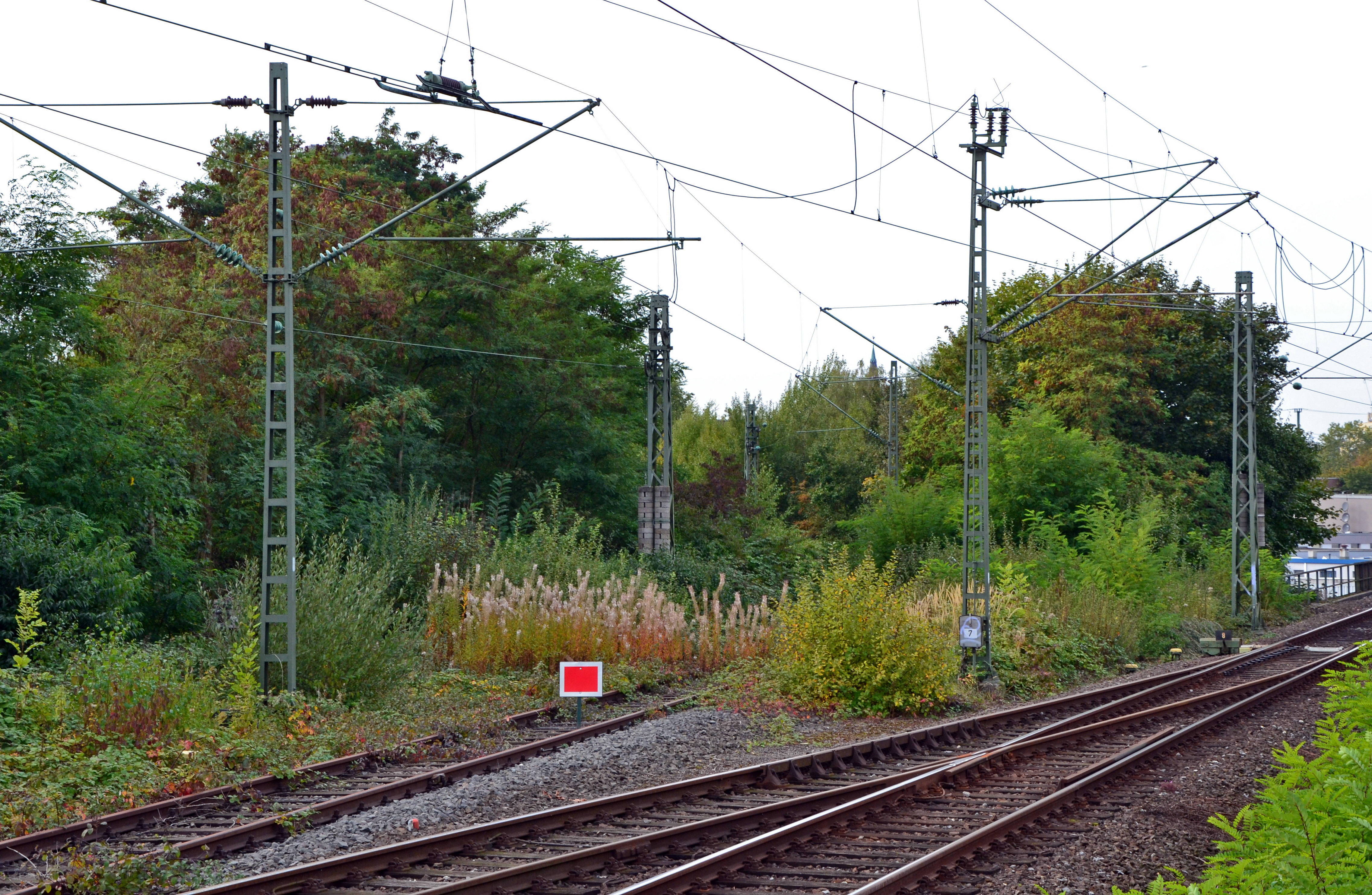
links: alter Gleisbogen Richtung Wuppertal
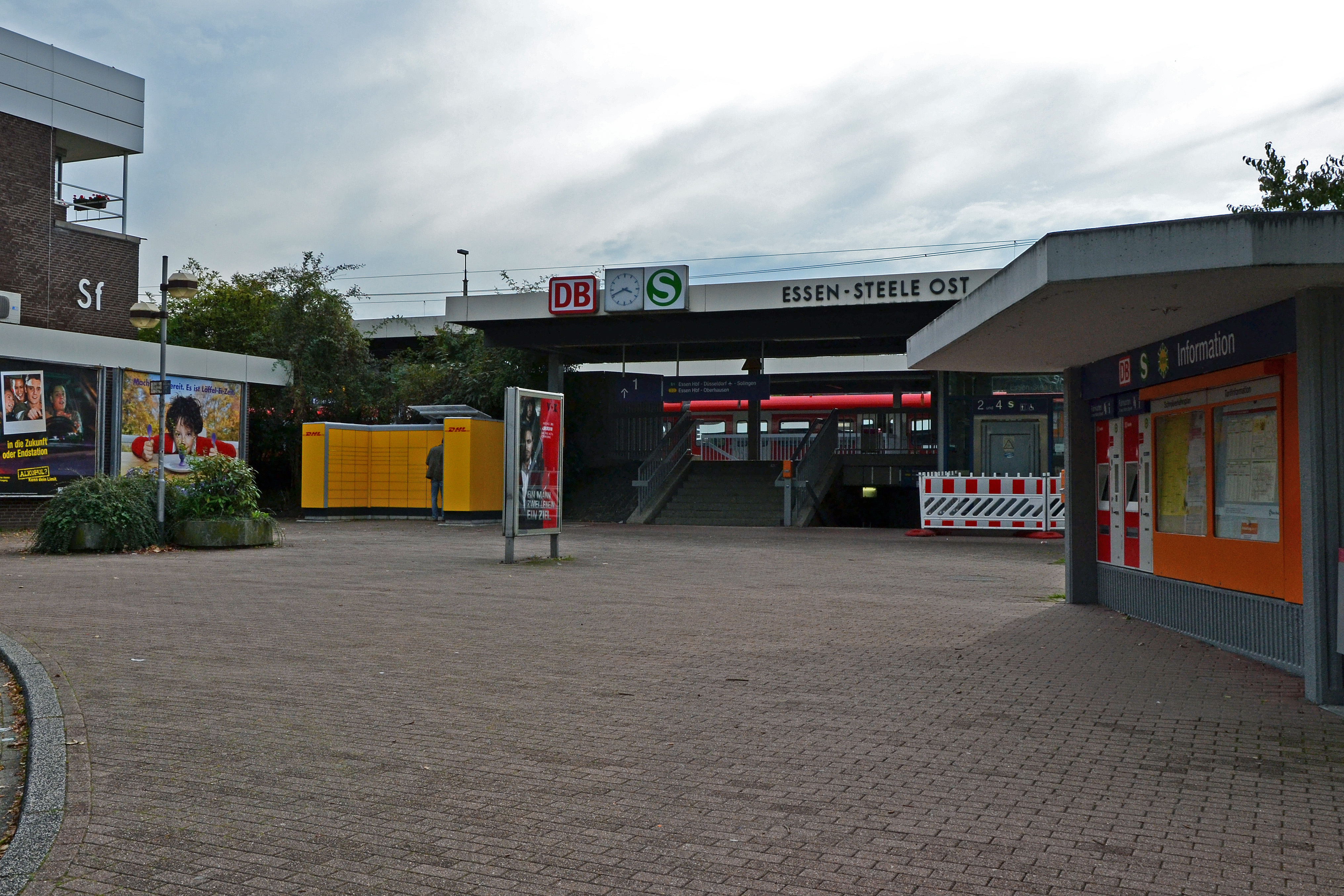
Eingangsbereich
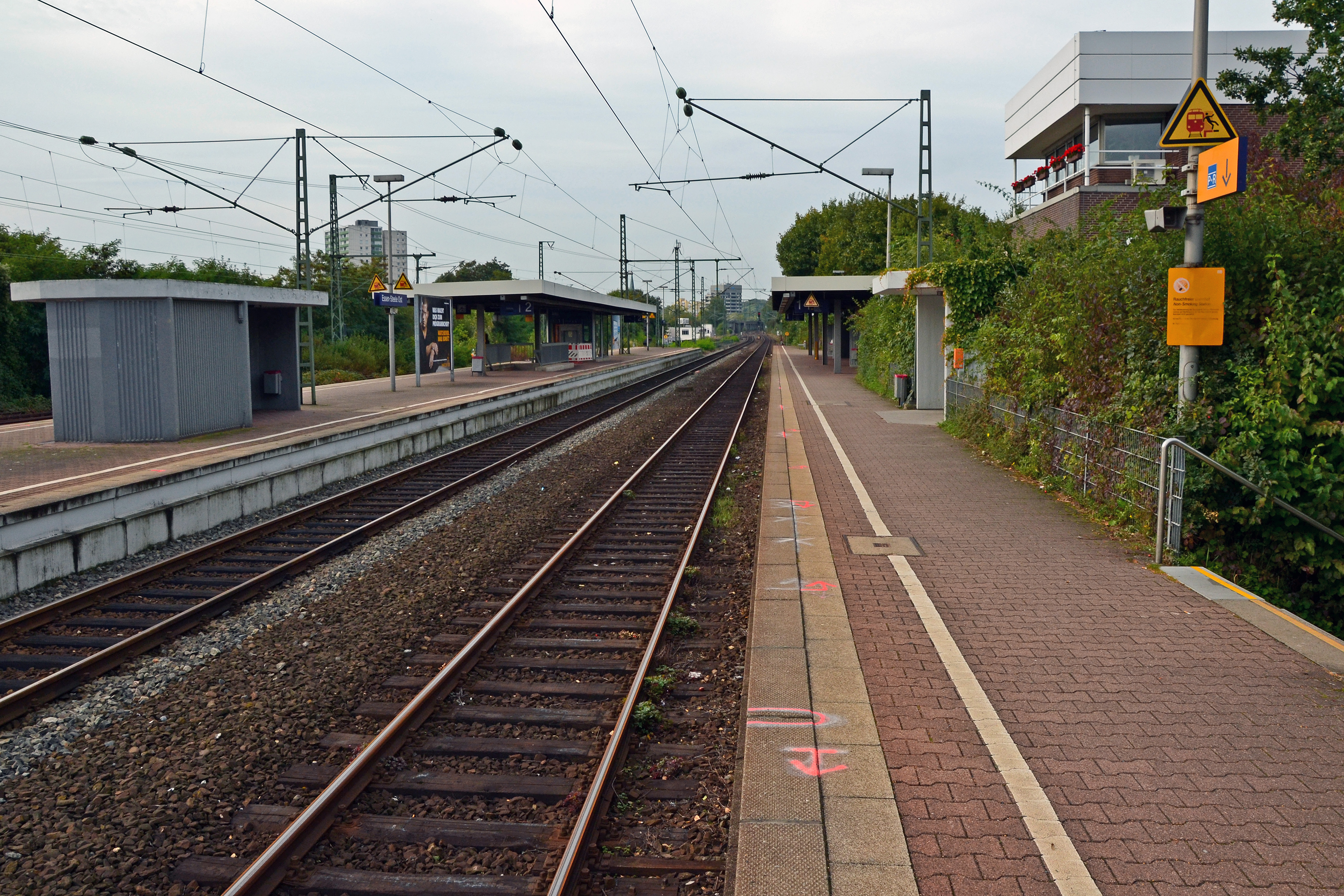
Gleis- und Bahnsteiganlagen
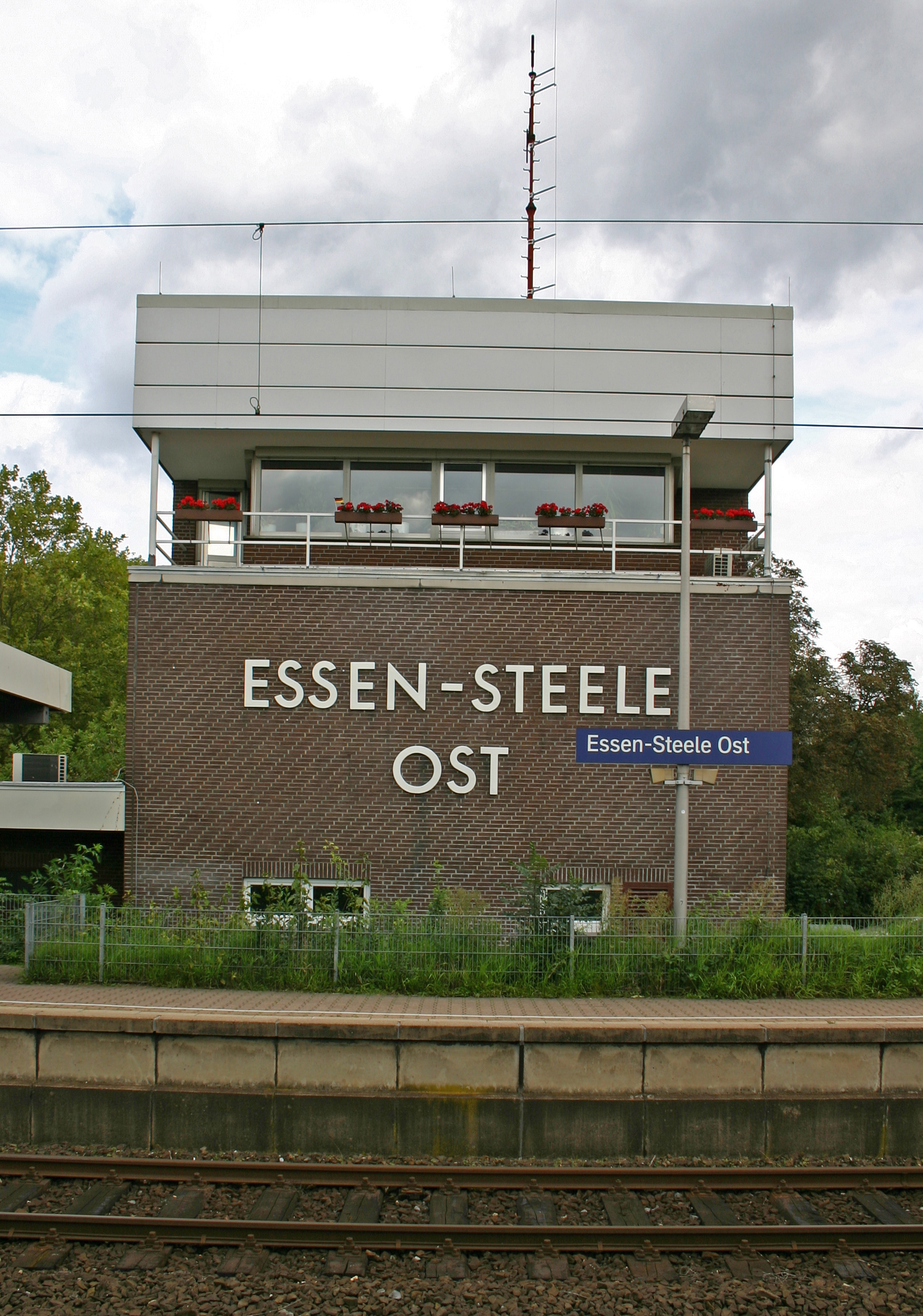
Stellwerk Sf

| Linie | Linienverlauf | Takt                                      |
| ----- | --- | ----------------------------------------- |
| S 1   | Solingen Hbf – SG-Vogelpark – Hilden Süd – Hilden – D-Eller – D-Eller Mitte – D-Oberbilk – D-Volksgarten – Düsseldorf Hbf – D-Wehrhahn – D-Zoo – D-Derendorf – D-Unterrath – D-Flughafen – Angermund – DU-Rahm – DU-Großenbaum – DU-Buchholz – DU-Schlenk – Duisburg Hbf – MH-Styrum – Mülheim (Ruhr) Hbf – E-Frohnhausen – Essen West – Essen Hbf – E-Steele – E-Steele Ost – E-Eiberg – Wattenscheid-Höntrop – BO-Ehrenfeld – Bochum Hbf – BO-Langendreer West – BO-Langendreer – DO-Kley – DO-Oespel – DO-Universität – DO-Dorstfeld Süd – DO-Dorstfeld – Dortmund Hbf Stand: Fahrplanwechsel Dezember 2023 | 30 min 15 min (Essen–Dortmund wochentags) |
| S 3   | Oberhausen Hbf – MH-Styrum – Mülheim (Ruhr) West – Mülheim (Ruhr) Hbf – E-Frohnhausen – Essen West – Essen Hbf – E-Steele – E-Steele Ost – E-Horst – BO-Dahlhausen – Hattingen (Ruhr) – Hattingen (Ruhr) Mitte Stand: Fahrplanwechsel Dezember 2023 | 30 min                                    |

Am S-Bahnhof Essen-Steele Ost bestehen Umsteigemöglichkeiten an der Bushaltestelle Steele Ost S zu folgenden Linien der Ruhrbahn:
| Linie   | Verlauf | Takt (Mo–Fr)        |
| ------- | --- | ------------------- |
| 164 184 | Ringlinie Steele-Hörsterfeld: Steele – Ruhraue – Hörsterfeld – Eiberg – Freisenbruch – Steele Ost – Steele Linie 164 verkehrt gegen den Uhrzeigersinn, die Linie 184 verkehrt im Uhrzeigersinn.                                       | –                   |
| 170     | Borbeck Bf – Borbeck Germaniaplatz – Bergeborbeck – Vogelheim – Altenessen Mitte – Katernberger Markt – Zollverein Nord Bf – Schonnebeck – Zeche Bonifacius – Kray Nord Bf – Kray Mitte – Leithe – Freisenbruch – Steele Ost – Steele | 20 min 10 min (HVZ) |
| 174     | Steele – Steele Ost – Freisenbruch – Eiberg – Eiberg Kirche | 20 min              |
| 363     | Steele – Steele Ost – Essen-Freisenbruch – Bochum-Höntrop Kirche – Wattenscheid-Mitte August-Bebel-Platz – Südfeldmark | 30 min              |
| NE5     | Essen Hbf – Huttrop – Steele – Steele Ost – Ruhrau – Hörsterfeld | 60 min              |